# للر
لَلَرْ، روستایی از توابع بخش چِلو شهرستان اندیکا در استان خوزستان ایران است، طایفه للری از طوایف تشکیل دهنده شاخه هفت لنگ ساکنان ان هستند، از جاذبه های دیدنی این روستا می توان به باغات للر ، جویبار تَنگ سرد و کوه لیله اشاره کرد . در سال آبی ۱۴۰۲-۰۳ این روستا با ثبت بارندگی ۱۴۵۳/۵ میلی متر بارندگی تبدیل به پربارش ترین نقطه ایران (بیشتر از انزلی در گیلان) شد.

## جمعیت
این روستا در دهستان للر و کتک قرار دارد و براساس سرشماری مرکز آمار ایران در سال ۱۳۸۵، جمعیت آن ۵۱۷ نفر (۱۰۳خانوار) بوده‌است.